# Savigné
Savigné là một xã, tọa lạc ở tỉnh Vienne trong vùng Nouvelle-Aquitaine, Pháp. Xã này có diện tích 36,35 km², dân số năm 2006 là 1311 người. Xã nằm ở khu vực có độ cao trung bình 140 m trên mực nước biển. 

## Hành chính

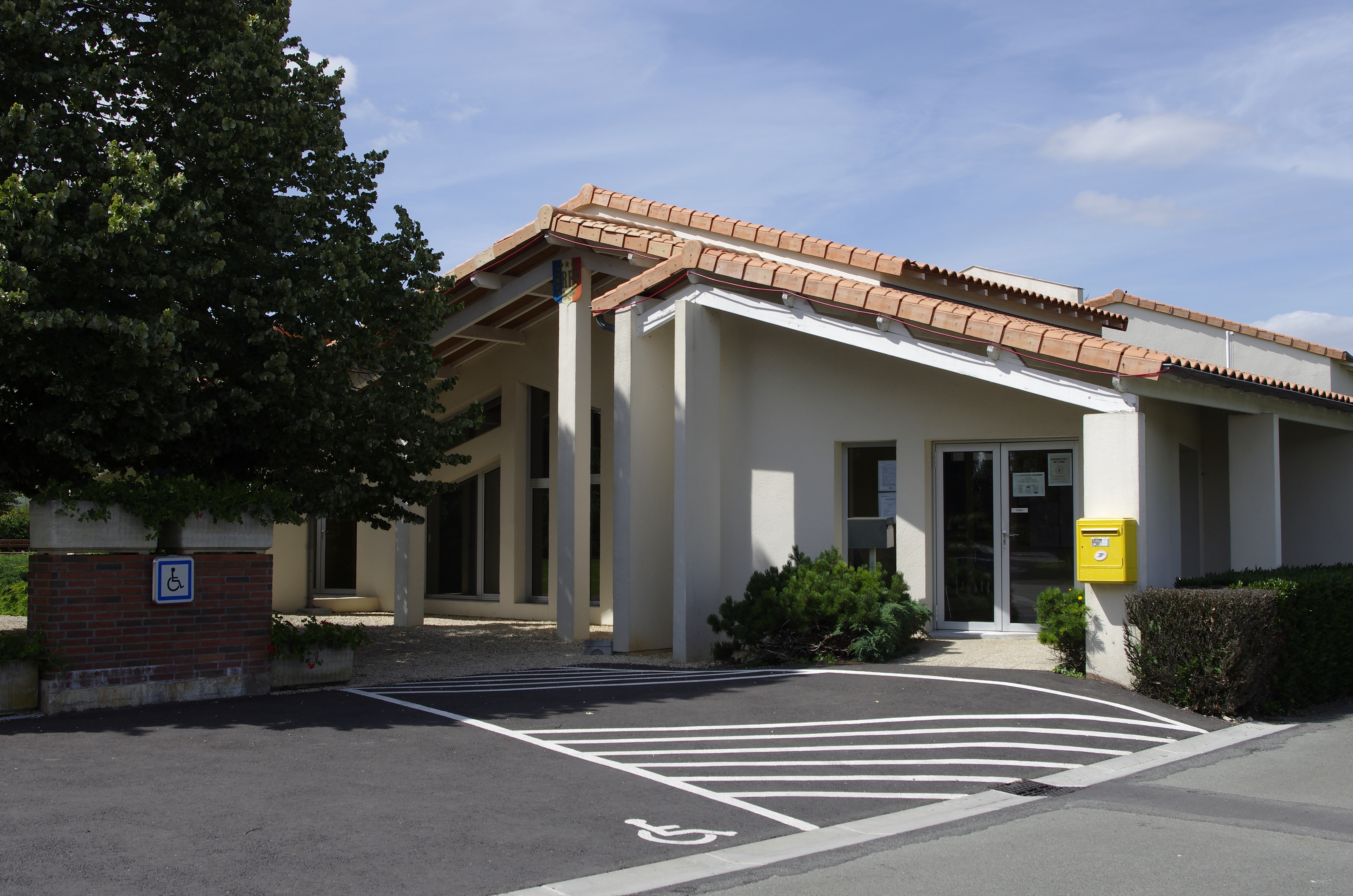

| Danh sách các xã trưởng |                  |                  |      |         |
| Giai đoạn               | Giai đoạn        | Tên              | Đảng | Tư cách |
| mars 2001               | tháng 3 năm 2008 | René Massonnet   |      |         |
| mars 2008               |                  | Chistian Grimaud |      |         |

## Biến động dân số
| Năm | 1962  | 1968  | 1975  | 1982  | 1990  | 1999  | 2006  |
| --- | ----- | ----- | ----- | ----- | ----- | ----- | ----- |
| Dân số | 1 251 | 1 341 | 1 287 | 1 321 | 1 350 | 1 355 | 1 311 |
| From the year 1962 on: No double counting—residents of multiple communes (e.g. students and military personnel) are counted only once. |       |       |       |       |       |       |       |